# Trichaea binigrata
Trichaea binigrata är en fjärilsart som beskrevs av Paul Dognin 1912. Trichaea binigrata ingår i släktet Trichaea och familjen Crambidae. Inga underarter finns listade i Catalogue of Life.